# Ангальт-Плёцкау

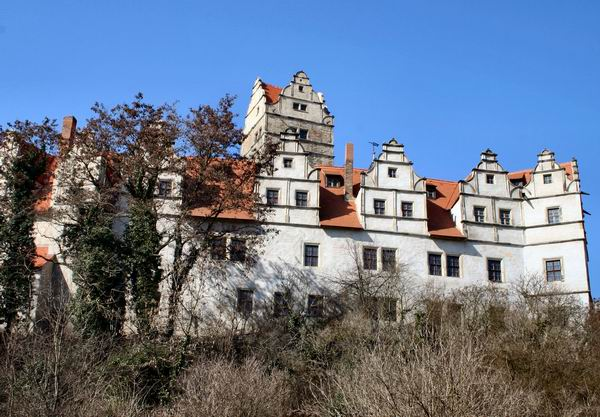
Плёцкауский дворец — резиденция князей Ангальт-Плёцкауских

А́нгальт-Плёцкау (нем. Anhalt-Plötzkau) — германское княжество с резиденцией в Плёцкау, существовавшее в 1544—1553, а затем 1611—1665 годах под управлением князей Ангальт-Плёцкау из династии Асканиев.

## История
В 1544 году произошло разделение княжества Ангальт-Дессау, в результате которого от него отделились Ангальт-Цербст и Ангальт-Плёцкау, спустя 9 лет объединившееся с Ангальт-Цербстом.
В 1603 году между братьями Ангальтского княжеского дома вновь произошёл раздел наследства. Объединённое при Иоахиме Эрнсте Ангальтское княжество было разделено между его сыновьями, сначала в 1606 году на четыре княжества: Ангальт-Дессау, Ангальт-Бернбург, Ангальт-Кётен и Ангальт-Цербст.
В 1611 году, вопреки династическому договору, пятый брат Август, поначалу отказавшийся от собственного княжества, выбрав денежную компенсацию, всё-таки получил выделенные из княжества Ангальт-Бернбург плёцкауские владения с сохранением суверенной власти Ангальт-Бернбурга.
В 1623 году княжество Ангальт-Плёцкау по согласованному между братьями договору о защите Ангальта получило собственную армию, состоявшую из поместной конницы и 20 нанятых воинов. Ангальтская конница охраняла дороги и князей в их поездках на соседние территории.
В 1665 году угасла линия Ангальт-Кётен. По наследному договору 1603 года линия Ангальт-Плёцкау наследовала первый же освободившийся трон, и таким образом к ней перешло княжество Ангальт-Кётен. Княжество Ангальт-Кётен отошло обратно к Ангальт-Бернбургу и вследствие обмена территориями перешло к княжеству Ангальт-Бернбург-Гарцгероде.

## Правители

#### В 1544—1553[1]
- Георг III (1544—1553).

#### В 1603—1665[1]
- Август (1603—1653);
- Эрнст Готлиб (1653—1654);
- Лебрехт (1653–1665) (соправитель);
- Эмануэль (1653–1665) (соправитель).